# Nieznanowice (województwo małopolskie)
Nieznanowice – wieś w Polsce położona w województwie małopolskim, w powiecie wielickim, w gminie Gdów.
Nieznanowice leżą przy drodze wojewódzkiej 967.
W latach 1975–1998 miejscowość administracyjnie należała do województwa krakowskiego.
| SIMC    | Nazwa       | Rodzaj    |
| ------- | ----------- | --------- |
| 0318417 | Piaski      | część wsi |
| 0318423 | Zagościniec | część wsi |
| 0318430 | Zarabie     | część wsi |